# Санта Луча (Месина)
Санта Луча је насеље у Италији у округу Месина, региону Сицилија.
Према процени из 2011. у насељу је живело 146 становника. Насеље се налази на надморској висини од 235 м.